# Діброва (Кам'янський район)
Дібро́ва — село в Україні, у Криничанській селищній громаді Кам'янського районуДніпропетровської області.
Населення — 4 мешканця.

## Географія
Село Діброва розташоване на відстані 1 км від села Маломихайлівка і за 3 км від села Новокалинівка. У селі бере початок Балка Терновата з загатою. Поруч проходить автомобільна дорога Т 0420.

## Населення

### Мова
Розподіл населення за рідною мовою за даними перепису 2001 року:
| Мова       | Кількість | Відсоток |
| ---------- | --------- | -------- |
| українська | 4         | 100%     |